# Rivière Dead (Kennebec)
La rivière Dead, parfois appelé la branche ouest, est une rivière de 68,6 km de long (42,6 milles) dans le centre du Maine aux États-Unis. Sa source est le Lac Flagstaff, près du village de  Eustis, où se rejoignent les deux affluents, la rivière North Branch Dead et la South Branch Dead, dans le Comté de Franklin (Maine).

## Géographie
La rivière est divisée en deux branches : la branche nord de la rivière Dead prend sa source plus au nord dans la Chaîne des Lacs (Chain of Ponds), qui reçoit la décharge du lac Arnold (Arnold Pond) près de Coburn Gore à la frontière du Québec ; La branche sud prend sa source dans le lac Saddleback à 6 km du Lac Rangeley. Les deux branches se rejoignent près de Eustis dans le lac Flagstaff et coulent ensuite généralement vers l'est pour rejoindre la rivière Kennebec à la fourche (The Forks), dans l’État du Maine.

## Histoire
La rivière Dead fut parcourue depuis longtemps par les Nord-Amérindiens, ensuite par les premiers Européens. La rivière reliait la rivière Kennebec à la rivière Chaudière par des portages, en Nouvelle-France, jusqu'à la ville de Québec. Le père Gabriel Druillettes fut le premier missionnaire qui remonta la rivière Chaudière jusqu'à la rivière Kennebec en 1646. À cette époque, le territoire le long du trajet était accessible aux guerriers Iroquois qui ont parfois attaqué les Abénaquis et les Pentagouets sur leurs propres territoires au sud du Lac de Moosehead. Elle a aussi joué un rôle dans la révolution américaine; à l'automne 1775, le Colonel Benedict Arnold a dirigé une force de plus de 1 000 hommes lors d'un voyage épuisant à travers le Maine, dans le cadre de l'Invasion du Canada. Par ordre croissant : de la Kennebec en bateaux, ils ont évité les rapides de la rivière Dead inférieure par un portage d'environ 20 km (12 miles ) au Grand Portage (Great carrying Place), à une position au-dessus de Long Fall, (maintenant noyés dans le Lac Flagstaff  par un barrage). En suivant le corridor Chaudiere-Kennebec, il remonta la branche nord de la rivière Dead, par le biais de la chaîne des Lacs, à l'étang Arnold de Coburn Gore, et traversa le portage de la hauteur des terres, (height of land) jusqu'au  bassin hydrographique de la rivière Chaudière au Québec.

## Loisirs
Le mont Bigelow, ou passe le Sentier des Appalaches, domine la rive sud du lac Flagstaff, et rend la région de la rivière Dead un endroit aux paysages magnifiques pour les amateurs de plein air. À l'automne 2014 le Grand portage de 21 kilomètres (13 miles) par lequel est passée l'expédition d'Arnold 239 ans plus tôt, a été ouvert aux amateurs de plein air et d'histoire grâce à l'Arnold Expedition Historical Society. Le public pourra suivre la piste que les membres de l'expédition d'Arnold ont suivie ; de la rivière Kennebec, jusqu'à la rive du lac Flagstaff.
C'est aussi une rivière populaire pour les plaisanciers en eaux vives, amateurs ou chevronnés. Les rejets d'eaux vives sont contrôlés à partir du lac Flagstaff, qui a été endigué et transformé en un réservoir; la gamme de 35–200 m3/s (1 200 à 7 000 ft3/s) et les niveaux de difficulté varient de la classe facile 2 à classe 4 +. La longueur de la descente est de 24 kilomètres (15 miles) de la mise l'eau à Spencer Stream jusqu'à la fourche de l'Ouest, sans accès facile par la route. Les plaisanciers doivent être préparés pour au moins 5 heures de pagaie de difficultés variables.